# DSB værksted ved Årslev
|  | Fremtidig bygning Denne artikel omhandler en bygning, der er under opførelse. Det er derfor muligt, at indholdet er af spekulativ natur, og ligeledes, at indholdet kan ændre sig markant efterhånden som flere oplysninger bliver tilgængelige. |

DSB værksted ved Årslev er et kommende vedligeholdelsesværksted for fremtidens elektriske DSB-tog. 
Værkstedet kommer til at ligge i Logistikparken Aarhus ved Årslev vest for Aarhus og forventes at stå færdig i 2026.